# Radio Ambrosio
Radio Ambrosio es una estación de radio chilena ubicada en el 90.7 MHz del dial FM en Linares, Chile, que inicia sus transmisiones el día 20 de agosto de 1978.
Desde el comienzo, Radio Ambrosio se caracterizó por su línea musical dirigida al adulto-joven, con espacios y segmentos de conversación y música.
El nombre de la estación se debe al fundador de Linares, Don Ambrosio O'Higgins. 
Actualmente pertenece al grupo Maule Comunicaciones que también la conforma Radio Javiera de San Javier, y que alguna vez tuvo a Radio Ancoa y el Canal 5 de Linares.

## Historia
Radio Ambrosio fue la primera emisora en FM de Linares. Inicia actividades con la característica XOC-12, 98.3 en forma experimental el 23 de mayo (Decreto nº54 del 19 de octubre de 1977). Su primer concesionario fue don Jorge Rambaldi Valenzuela, y a partir del 30 de diciembre de 1978 pasó a manos de una nueva sociedad, cambiando de frecuencia al 103.5, conservando su característica, cambió solo su número: XQC-32
En ese entonces su propietario y gerente fue Herbert Krebs Rosemberg y estuvo afiliada a Radio Ancoa de la misma ciudad, pero con transmisiones independientes durante algún tiempo.
Algunos programas y espacios aún se mantienen en el tiempo; como el programa 45 RPM que se mantuvo más de una década al aire, por el que pasaron locutores que más tarde se consolidarían en el medio local.
Tras algunos años, se cambia de forma definitiva al dial 90.7 de Linares, cediendo así el 103.5 a su antigua hermana Ancoa.
Su público objetivo es el ABC1/C2/C3 entre los 15 y 45 años de edad, mientras que su programación actual incluye principalmente música de la época de los 80`s, 90`s y actual dentro de bloques y programas conducidos.
Ambrosio mantuvo su afiliación en conjunto a Radio Ancoa con programaciones independientes hasta sólo algunos años atrás. Luego de que cerca del año 2000 ingresara finalmente al consorcio Maule Comunicaciones, se estableció como una emisora independiente de la antigua administración, quedando así asociada a su hermana Radio Javiera (San Javier).
Radio Ambrosio cuenta con diferentes estaciones en otras ciudades de la región del Maule, las cuales mantienen la misma línea programática que su homónima de Linares. No obstante, éstas se enlazan con la estación de Linares, Chile para determinados programas.
A partir del 27 de febrero de 2010, Radio Ambrosio deja de emitir para su frecuencia de Pelluhue, tras el robo de equipos, producido por los saqueos en dicha localidad con ocasión del Terremoto del 27 de febrero. El reinicio de sus transmisiones en Pelluhue y Curanipe se llevaría a cabo casi un año más tarde, específicamente el 2 de febrero de 2011, retomando su frecuencia a través del 98.7.

## Curiosidades
- Los programas: Tributos (Andrés Valenzuela) y Señal Mix, se han mantenido durante el tiempo en la emisora, con años de transmisión ininterrumpida de los programas, pese a los cambios administrativos y de locutores, en sus horarios normales y formatos.

- Radio Ambrosio fue la primera emisora de la Región del Maule (sector sur) en iniciar transmisiones en FM desde un principio, en el año 1978.

- Las señales de Cauquenes y Pelluhue, poseen una programación diferente pero se enlazan a los estudios centrales para los programas radiales Ambrosio AM y ClubLife by Tiësto

## Frecuencias
- 90.7 Linares, Chile
- 98.7 Pelluhue
- 106.5 Cauquenes